# British Amateur Television Club
Der British Amateur Television Club (BATC), deutsch „Britischer Amateurfunkfernsehclub“, ist eine internationale Vereinigung von Funkamateuren, die sich für Amateurfunkfernsehen (ATV von englisch amateur television) interessieren.

## Geschichte
Der BATC wurde im Jahr 1949 in Südengland gegründet und ist offen für Menschen aus aller Welt, zu deren Hobbys das Amateurfunkfernsehen gehört. Er stellt inzwischen die größte Fachorganisation dieser Art dar und ist der Radio Society of Great Britain (RSGB) angeschlossen, dem britischen nationalen Verband der Funkamateure im Vereinigten Königreich. Die RSGB ist ihrerseits Mitglied der International Amateur Radio Union (IARU).
Zweck des BATC ist die Förderung des Amateurfunkfernsehens, beginnend bei der Erstellung und Bearbeitung von Programmen bis hin zur Übertragung der Sendungen auf den Amateurfunkbändern. Die Mitarbeit ist ehrenamtlich und der Club ist nicht gewinnorientiert. Für seine Mitglieder bietet der BATC die folgenden Leistungen an:
- das vierteljährlich erscheinende Magazin CQ-TV, das in gedruckter Form und als PDF angeboten wird,
- ein Forum zum Austausch von Ideen und Meinungen,
- eine in der Regel jährlich stattfindende Convention und
- einen Shop mit exklusiven Produkten zum Thema.

Etwa 15 % der Mitglieder des BATC leben außerhalb des Vereinigten Königreichs. Ein deutsches beziehungsweise österreichisches Pendant zur BATC ist die Arbeitsgemeinschaft Amateurfunkfernsehen (AGAF).